# Sulo Salmi
Sulo Artur Salmi (* 4. März 1914 in Vaasa; † 29. April 1984 ebenda) war ein finnischer Kunstturner.

## Karriere
Salmi nahm 1948 an den Olympischen Spielen in London teil. Hier wurde er im Mannschaftsmehrkampf Olympiasieger. Im Einzelmehrkampf erreichte er Rang 31. Sein bestes Ergebnis in einer Einzeldisziplin erzielte er im Sprung mit Platz 8.
Neben dem Turnsport war er auch im Wasserspringen aktiv. Hier erreichte er 1940 und 1944 jeweils den dritten Rang bei den finnischen Meisterschaften. Neben seiner aktiven Laufbahn war er auch als Trainer im Turnen und Wasserspringen tätig – so trainierte er auch den späteren Olympiasieger Eugen Ekman.